# Élections municipales de 2002 dans le Nord-du-Québec
Les élections municipales québécoises de 2002 se déroulent le 3 novembre 2002. Elles permettent d'élire les maires et les conseillers de chacune des municipalités locales du Québec, ainsi que les préfets de quelques municipalités régionales de comté.

## Nord-du-Québec

### Chapais
| Poste/District                                            | Élu            | Type d'élection |
| --------------------------------------------------------- | -------------- | --------------- |
| Maire                                                     | Jacques Bérubé | Scrutin         |
| Électeurs : n/d Votants : n/d Taux de participation: 55 % |                |                 |

### Lebel-sur-Quévillon
| Poste/District                                           | Élu            | Type d'élection |
| -------------------------------------------------------- | -------------- | --------------- |
| Maire                                                    | Gérald Lemoyne | Sans opposition |
| Électeurs : n/a Votants : n/a Taux de participation: n/a |                |                 |